# Arg (Kabul)
L'Arg (in pashtu  ارګ‎; in persiano ارگ‎, che significa "cittadella"), noto anche come Palazzo Reale di Kabul, è un complesso edilizio composto da un palazzo e una cittadella situato a Kabul, in Afghanistan, che ospita il palazzo reale afgano.
Si trova su un sito di 34 ettari nel Distretto 2, tra Deh Afghanan e il quartiere di Wazir Akbar Khan. L'Arg fu costruito dopo la distruzione del Bala Hissar nel 1880 dalle truppe indiane-britanniche. È stato utilizzato da molti capi di Stato afghani, dall'emiro Abdur Rahman Khan al presidente Ashraf Ghani.
È la sede del governo afghano e vi si tengono le riunioni del Consiglio dei ministri, ad eccezione di quelle presiedute dalla Guida suprema, che si tengono a Kandahar.

## Storia
La fondazione dell'Arg fu istituita dall'emiro Abdur Rahman Khan nel 1880 dopo essere salito al trono. È stato progettato come un castello circondato da una trincea piena d'acqua. Abdur Rahman Khan la chiamò Arg-e-Shahi (Cittadella del Re), e includeva tra gli altri edifici una residenza per la sua famiglia, una caserma e il tesoro nazionale. In precedenza sul sito vi era costruito il Bala Hissar che fungeva da cittadella e quartier generale degli emiri fino a quando non fu distrutto dal Reggimento delle Forze di Frontiera durante la seconda guerra anglo-afghana (1878-1880).
L'Arg è stato il palazzo reale e presidenziale di tutti i re e presidenti dell'Afghanistan. Hafizullah Amin utilizzò anche il Palazzo Tajbeg come residenza per la sua famiglia. Ha subito modifiche e ristrutturazione nel corso degli anni sotto i diversi governanti. Durante la Rivoluzione di Saur del 1978 Mohammed Daoud Khan e la sua famiglia furono assassinati dai membri del Partito Democratico Popolare dell'Afghanistan (PDPA) all'interno dell'Arg.
Il 15 agosto 2021 i talebani hanno occupato il palazzo presidenziale dopo che il presidente in carica Ashraf Ghani è fuggito dal paese.